# Dejan (Despot)

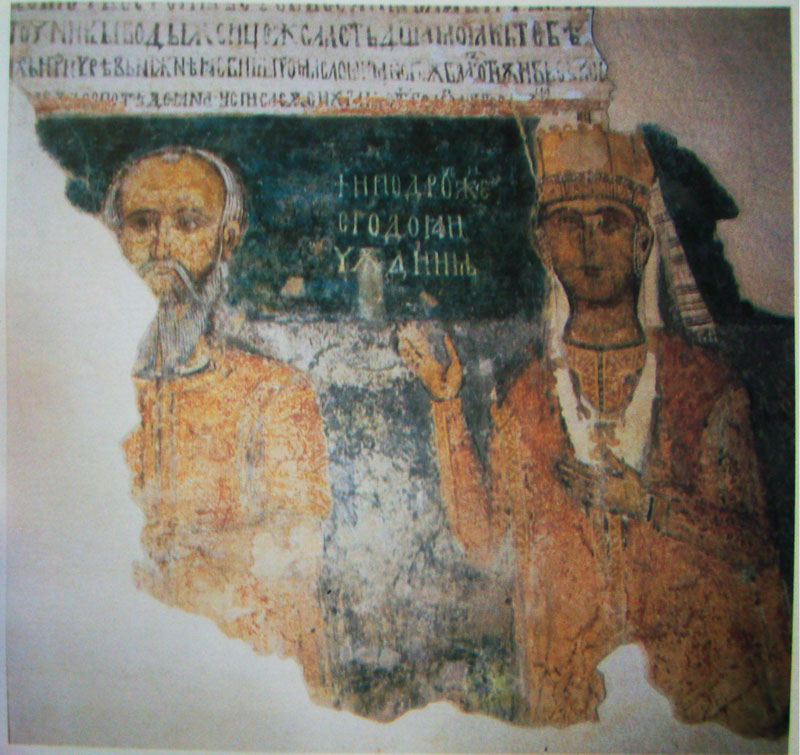
Dejan und seine Ehefrau Teodora, Fresko in der Johanneskirche des Klosters Semen

Dejan (serbisch-kyrillisch Дејан; mit vollständigem Namen wahrscheinlich Dejan Dragaš; † wohl um 1365) war ein serbischer Magnat und Woiwode, der unter Zar Stefan Uroš IV. Dušan die hohen Würden eines Sebastokrators und Despoten trug. 

## Leben
Dejans familiäre Herkunft liegt im Dunkeln. Die frühere Annahme, er sei ein Verwandter des makedonischen Magnaten Jovan Oliver gewesen, wird von der heutigen Forschung abgelehnt. Konstantin Jireček hielt ihn für identisch mit dem Woiwoden Dejan Manjak, der in einer Verkaufsurkunde von 1333 erwähnt wird, mit der Stefan Dušan der Republik Venedig offiziell Ston und Prevlaka abtrat.
Dejan war mit Stefan Dušans Schwester Teodora Nemanjić verheiratet. Als Dušan 1346 in Skopje zum Kaiser gekrönt wurde, erhob er seinen Schwager zum Sebastokrator. Unter Dušan beherrschte Dejan zusammen mit Jovan Oliver und dessen Bruder Bogdan den gesamten Osten Makedoniens. Seine Prominenz auch außerhalb Serbiens belegt ein 1355 an ihn gerichteter Brief von Papst Innozenz VI., der ihn um Unterstützung im Bemühen um eine Union der römisch-katholischen und serbisch-orthodoxen Kirche bat.
Dejan ließ unter anderem das Kloster Semen neu mit Fresken ausmalen und mehrere Kirchen in seiner Provinz von Grund auf erneuern. Nachdem er 1354 den Bau der von ihm gestifteten Kirche von Arhiljevica vollendet hatte, stattete er sie mit einigen seiner Dörfer als Metochien aus. Aus der kaiserlichen Schenkungsbulle vom 10. August 1354 ergibt sich, dass der Sebastokrator eine umfangreiche Domäne in der Region von Kumanovo östlich der Skopska Crna Gora besaß. Sie umfasste ursprünglich die alten Gespanschaften Žegligovo und Preševo (mit den Bezirken Sredorek, Kozjačija und dem Großteil von Pčinja).

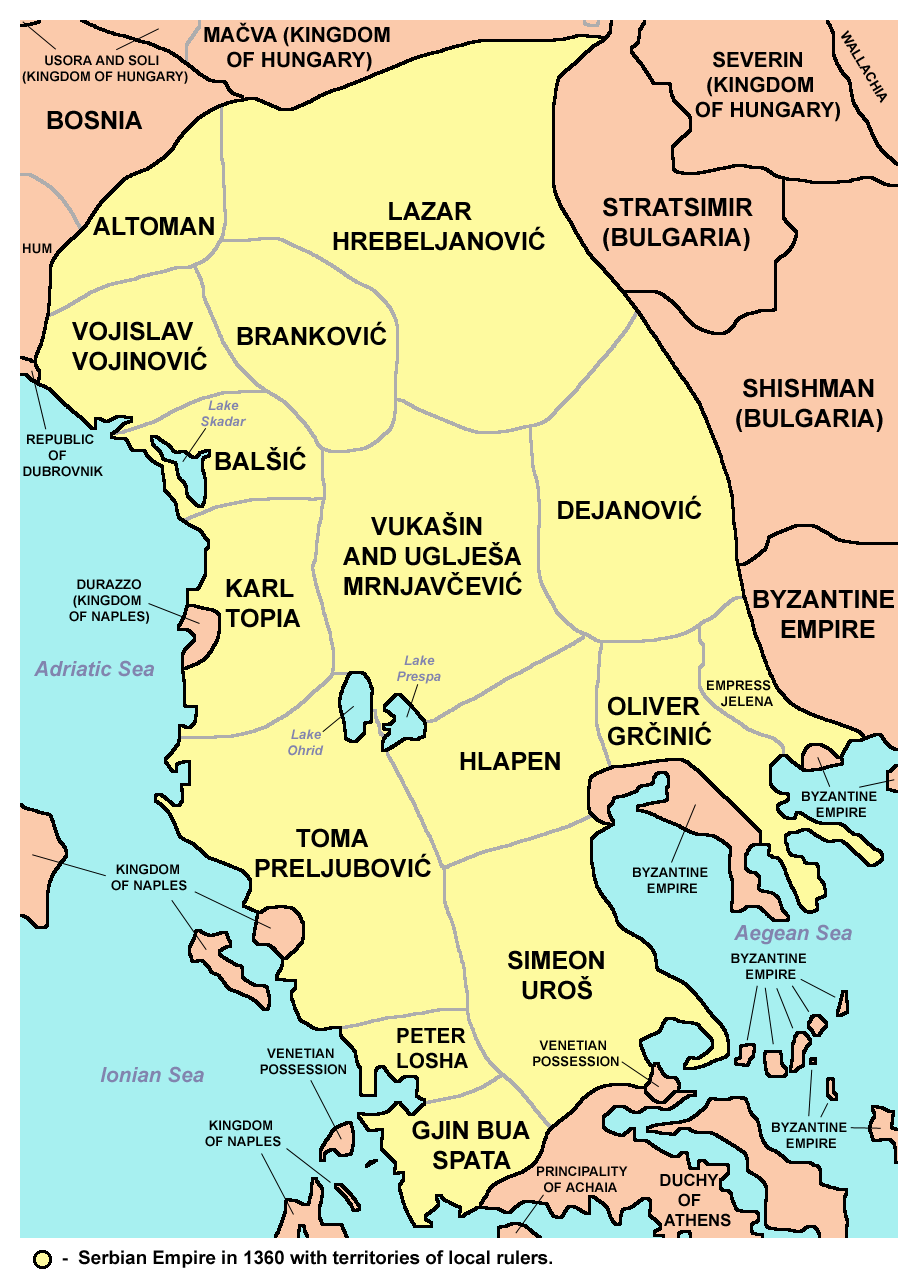
Karte des Serbischen Reiches im Jahr 1360 mit den Territorien der Teilfürsten

Nach August 1355 wurde Dejan zum Despoten erhoben, entweder noch von Zar Dušan (der am 20. Dezember 1355 starb) oder von dessen Sohn und Nachfolger Stefan Uroš V. Dieser übertrug Dejan zusätzlich zu seinen umfangreichen Domänen auch das obere Strymontal mit Welbaschd. 1362 war er zusammen mit dem Kaisar Grgur Golubić als Gesandter an Friedensverhandlungen mit der Republik Ragusa beteiligt.
Unbekannt ist, wann und durch welche Umstände Dejan starb. Sein Erbe trat sein ältester Sohn Jovan Dragaš an, der von Zar Stefan Uroš ebenfalls den Despotentitel zugestanden bekam. Während das Kerngebiet der Provinz Dejans an Vlatko Paskačić, den Herrn von Slavište, fiel, wurde Jovan und seinem Bruder Konstantin Dragaš der größte Teil der Domänen des Despoten Jovan Oliver zugesprochen, obwohl dieser bei seinem Tod sechs Söhne hinterlassen hatte. Jovan und Konstantin Dragaš wurden 1373 beziehungsweise 1378 Vasallen des osmanischen Sultans Murad I.
Dejans Tochter Teodora Dejanović war seit 1356 mit Žarko, dem Herrn von Unter-Zeta, und nach 1371 mit Đurađ I. Balšić verheiratet.  

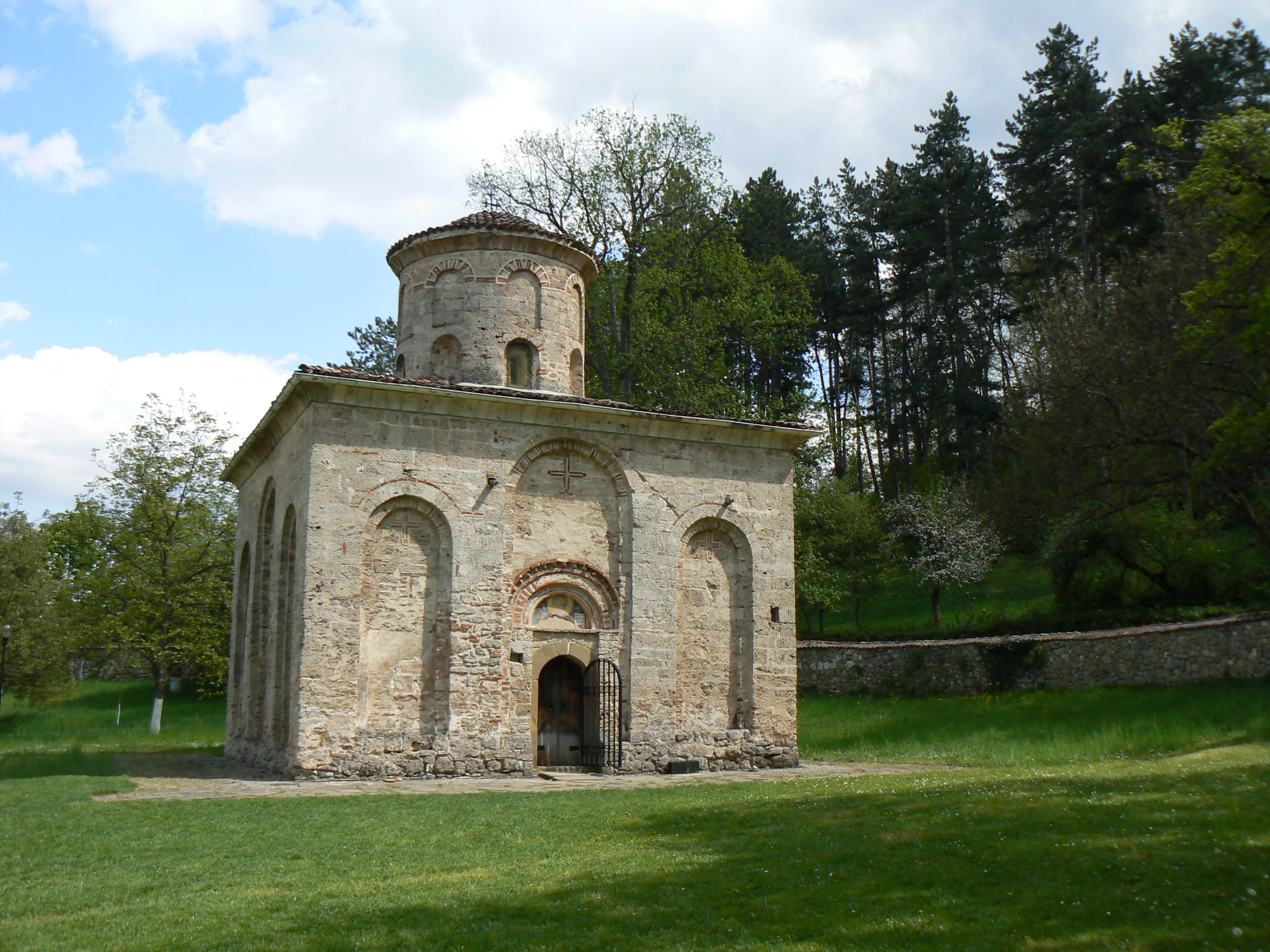
Das Kloster von Zemen, eine von Dejans Stiftungen